# 페르시아의 왕자: 잃어버린 왕관
페르시아의 왕자: 잃어버린 왕관(Prince of Persia: The Lost Crown)은 2024년에 유비소프트 몽펠리에가 개발하고 유비소프트가 배급한 액션 어드벤처 게임이다. 페르시아의 왕자 비디오 게임 프랜차이즈의 일부로, 2024년 1월 18일에 닌텐도 스위치, 플레이스테이션 4, 플레이스테이션 5, Windows, 엑스박스 원, 엑스박스 시리즈 X/S로 출시되었으며, 2024년 12월 3일 MacOS로, 2025년 4월 14일 안드로이드 (운영체제)와 iOS로 출시되었다. 이 게임은 비평가들의 찬사를 받았지만, 유비소프트의 판매 기대치를 충족시키지 못해 개발팀이 해체되는 결과를 낳았다.

## 게임 플레이
페르시아의 왕자: 잃어버린 왕관은 2.5차원 사이드 스크롤 액션 어드벤처 플랫폼 비디오 게임이다. 게임의 주인공인 사르곤은 점프, 슬라이드, 공중 대시를 사용하여 플랫폼 사이를 이동할 수 있다. 그는 한 쌍의 칼을 휘둘러 적을 물리친다. 적절한 타이밍의 패링은 사르곤의 아스라 게이지를 충전하는 데 도움이 되며, 완전히 충전되면 특수 능력을 발휘할 수 있다. 그는 전투와 플랫폼 이동 모두에서 사용할 수 있는 여러 시간 기반 능력을 가지고 있다. 시무르그의 돌진은 사르곤이 시간 속을 즉시 돌진하게 하며, 시무르그의 그림자는 임시 체크포인트 역할을 하는 "그림자 마커"를 놓을 수 있게 하여 플레이어가 즉시 돌아갈 수 있게 한다. 사르곤은 능력을 변경하는 부적을 장비할 수 있다.
잃어버린 왕관은 게임 세계가 상호 연결되어 있고 지름길과 비밀 방으로 가득하며, 플레이어는 진행을 위해 퍼즐을 풀어야 하는 메트로이드배니아 요소를 특징으로 한다. 플레이어는 게임 세계를 탐험하면서 사르곤의 무기 업그레이드에 사용할 수 있는 시간 결정을 찾을 수 있다. 플레이어가 즉시 장애물을 극복할 도구나 기술이 없을 수도 있지만, 극복할 수단을 갖추게 되면 다시 돌아올 수 있다. 플레이어는 스크린샷을 찍어 게임 지도에 고정하여 이전에 만났던 미해결 퍼즐을 인식하고 기억할 수 있다.

## 줄거리

### 전제
페르시아의 왕자: 잃어버린 왕관은 불사부대라는 전사 집단의 젊은 일원인 사르곤이라는 영웅을 소개한다. 사르곤은 납치된 가산 왕자를 구하기 위해 저주받은 도시 카프 산으로 떠난다.

### 시놉시스
30년이 넘는 가뭄과 기근, 그리고 쿠샨 제국의 침략으로 인해 페르시아 제국은 붕괴 직전에 있었다. 쿠샨 제국의 페르시아 영토 침략은 불사부대의 노력 덕분에 격퇴되었고, 사르곤은 쿠샨 장군 우비시카를 직접 물리치고 죽였다. 사르곤과 불사부대는 토미리스 여왕과 가산 왕자로부터 그들의 노고를 칭찬받지만, 승리 축하 도중 사르곤의 스승 아나히타 장군에게 왕자가 납치된다. 사르곤과 불사부대는 아나히타를 신성한 카프 산으로 추격한다. 카프 산에는 한때 위대한 학문의 중심지였지만 알려지지 않은 저주로 파괴된 성채가 있다. 불사부대는 아나히타가 가산의 왕족 피를 사용하여 시무르그 사원에 접근하고 신성한 새의 축복을 받아 토미리스를 전복시키려 한다고 의심한다.
불사부대는 성채에 들어서지만, 시간 이상으로 인해 그 안에 갇히게 된다. 그들은 아나히타를 찾기 위해 흩어지고, 사르곤은 빠르게 다양한 언데드 병사와 괴물, 그리고 그에게 도움을 주는 성채에 갇힌 다른 인간들을 만난다. 그는 또한 시무르그의 깃털을 찾아 회수하기 시작하는데, 각 깃털은 그에게 마법 능력과 신의 힘 일부를 부여한다. 사르곤은 아나히타를 따라잡고 가산을 구하지만, 불사부대의 지도자인 바흐람이 개입하여 왕자를 죽이고, 자신이 토미리스를 찬탈하려는 진범임을 드러낸다. 사르곤은 아나히타가 탈출할 시간을 벌지만, 바흐람의 시간 마법 숙련에 패배하고 절벽에서 떨어진다. 사르곤은 추락에서 살아남아 알카라라는 신비한 노인을 만나는데, 그는 시간을 되돌려 가산을 구할 기회가 있지만, 이는 사악한 뱀 신 아즈다하와 거래해야 한다고 알려준다. 아즈다하는 사르곤에게 네 천상의 수호자의 축복을 받으라고 지시한다. 그는 또한 아나히타를 만나는데, 그녀는 토미리스의 명령으로 가산을 납치했다고 주장한다. 한편, 바흐람은 나머지 불사부대원들에게 사르곤이 가산을 죽였다고 거짓말하고, 대부분의 그들을 자신의 왕위 주장을 지지하도록 설득한다. 사르곤은 결국 옛 불사부대 동료들을 여러 명 죽여야 한다.
천상의 수호자의 호의를 얻은 후, 사르곤은 시간 여행을 통해 바흐람의 가산 살해 시도를 저지하지만, 그 과정에서 아나히타는 사르곤을 보호하다 죽는다. 바흐람은 자신도 시무르그의 깃털을 모으고 있었으며 자신만이 그 깃털을 가질 자격이 있다고 주장하며 사르곤과 싸운다. 그들의 힘이 충돌하면서 사르곤은 바흐람의 과거를 엿보고, 그가 사실 토미리스에게 암살당한 다리우스 왕의 오랜 세월 잃어버린 아들이라는 것을 알게 된다. 토미리스가 시무르그의 축복 없이 왕위를 찬탈한 것이 페르시아의 30년 간의 쇠퇴를 초래했다는 것이다. 가산은 사르곤에게 바흐람이 시무르그의 심장을 찾아 그것과 합쳐져 시무르그의 완전한 힘을 얻으려 할 것이라고 알려준다.
사르곤은 바흐람을 추격하지만, 그가 심장과 합쳐져 신이 되는 것을 막을 수 없다. 사르곤은 시무르그의 영혼과 접촉하는데, 시무르그는 그에게 여전히 바흐람을 물리치고 자신에게서 구할 힘이 있다고 확신시킨다. 사르곤은 다시 바흐람과 맞서고 오랜 전투 끝에 마침내 그를 물리친다. 바흐람은 신의 힘을 주장하려던 어리석음을 깨닫고, 자신을 희생하여 시무르그를 다시 소환한다. 시무르그가 돌아오자 사르곤과 가산은 영웅으로 페르세폴리스로 돌아온다. 그러나 어머니에 대한 진실을 알게 된 가산은 자신의 위치를 포기하고, 사르곤은 왕실 전체에 토미리스가 다리우스를 살해했음을 폭로한다. 사르곤이 수도를 떠날 때, 남은 불사부대원들은 산의 시간 이상으로 인해 생성되어 그들과 함께 탈출한 어린 바흐람을 돌볼 것이라고 그를 안심시킨다.

## 개발
페르시아의 왕자: 잃어버린 왕관은 레이맨 시리즈를 만든 유비소프트 몽펠리에가 개발했다. 이 게임은 유니티 비디오 게임 엔진을 사용한다. 게임 개발은 약 3년 반 동안 진행되었다. 개러스 코커와 이란 기반 작곡가 멘트릭스가 게임의 작곡을 맡았다. 이 게임은 페르시아 신화에서 크게 영감을 받았으며, 게임 디렉터 무니르 라디는 팀이 "더 잘 알려져야 할 신화에 빛을 비추고 싶었다"고 덧붙였다. 또한 만티코어와 같은 괴물을 게임의 보스 캐릭터 중 하나로 도입하여 페르시아 문화가 다른 신화에 어떻게 영향을 미쳤는지 보여주고자 했다.
잃어버린 왕관은 페르시아의 왕자 세계관을 배경으로 한 오리지널 스토리이다. 페르시아의 왕자: 시간의 모래 시리즈의 시간 능력은 잃어버린 왕관에도 등장하지만, 사르곤이 아닌 게임의 적대자가 사용한다. 사르곤은 팀에 의해 "재능 있는 젊은 전사"로 묘사되었으며, "곡예적이고", "빠르고", "민첩하다"고 했다. 사르곤을 통해 팀은 프랜차이즈의 이미지를 현대화하고자 했다. 아트 디렉터 장-크리스토프 알레산드리에 따르면, 팀은 "현대 문화, 도시 문화, 패션"에서 영감을 받아 프랜차이즈에 "신선한 시각적 디자인"을 도입하고자 했다.
잃어버린 왕관은 페르시아어 (파르시)로 더빙된 최초의 비디오 게임 중 하나이다. 페르시아어 버전에서 5가지 다른 캐릭터를 연기한 세페르 토라비는 최종 결과물을 모른 채 성우 작업을 했다고 말했다. 성우 대행사에서 그에게 준 제목은 이란 왕자였다. 토라비는 자신이 페르시아의 왕자 비디오 게임에 참여하게 될 것이라고 짐작했고, 최종 녹음 세션 후에 그의 짐작이 확인되었다.

## 출시
페르시아의 왕자: 잃어버린 왕관은 2023년 6월에 발표되었으며, 데뷔 트레일러는 시청자들로부터 엇갈린 반응을 얻었다. 시리즈 제작자 조던 메크너는 게임 개발에 직접 관여하지는 않았지만, 팀을 지지하며 이 게임을 "내가 바라던 페르시아의 왕자 게임"이라고 묘사했다.
잃어버린 왕관은 페르시아의 왕자: 포가튼 샌즈가 7세대 플랫폼으로 출시된 2010년 이후 페르시아의 왕자 시리즈의 첫 주요 출시작이다.
잃어버린 왕관은 2024년 1월 18일 닌텐도 스위치, 플레이스테이션 4, 플레이스테이션 5, 에픽 게임 스토어를 통한 Windows, 엑스박스 원, 엑스박스 시리즈 X/S로 출시되었다. 이후 2024년 8월 8일 스팀을 통해 Windows로 출시되었다. 새로운 생물군계인 라드젠의 정신 궁전을 도입한 유료 확장팩 '어둠의 가면'은 2024년 9월 17일에 출시되었다. 이 게임은 2024년 12월 3일 맥 앱 스토어를 통해 MacOS로 출시되었다.
유비소프트 다낭은 MacOS 버전 개발 외에도 게임의 모바일 버전을 개발했으며, 2025년 4월 14일 iOS 및 안드로이드로 출시되었다. 게임의 무료 체험판이 제공되며, 전체 게임은 인앱 구매를 통해 잠금 해제할 수 있다.

## 평가

### 비평가 반응
리뷰 애그리게이터 웹사이트 메타크리틱에 따르면, 페르시아의 왕자: 잃어버린 왕관은 모든 플랫폼에서 비평가들로부터 "대체로 긍정적인" 평가를 받았다. 오픈크리틱은 비평가들의 96%가 이 게임을 추천했다고 밝혔다. 일본에서는 패미통의 네 비평가가 이 게임에 총점 40점 만점에 33점을 주었다.
IGN의 필 혼쇼는 이 게임을 긍정적으로 평가하며 8/10점을 주었다. 그는 특히 전투, 플랫폼, 지도 탐색(지도 기억 기능에 대한 칭찬과 함께)을 강조했지만, 이야기가 "이야기의 일부를 말하지 않거나 혼란스럽게 남겨둔다"고 비판했으며, 깨진 시간이라는 주제적 요소를 충분히 활용하지 못했다고 느꼈다.
GamesRadar+의 조 도넬리는 이야기가 게임 플레이에 방해가 된다고 생각했지만, 게임 내 지도의 복잡성을 칭찬했다. 그는 "이 아주 좋은 게임이 진정한 위대함에 미치지 못했던 것이 유감이다"라고 결론지었다.

### 판매
Insider Gaming의 톰 헨더슨에 따르면, 페르시아의 왕자: 잃어버린 왕관은 2024년 1월 30일까지 약 30만 명의 플레이어와 1,500만 달러의 수익을 기록했다. 2024년 10월 23일, 헨더슨은 잃어버린 왕관이 약 100만 장 판매되었으며, 이는 유비소프트의 판매 기대치를 충족시키지 못했다고 보도했다. 유비소프트의 부마케팅 디렉터는 게임 출시 첫 해에 130만 장이 판매되었다고 주장했다. 2025년 5월까지 200만 명의 플레이어를 기록했다.

### 수상 및 후보
| 연도 | 시상식                                | 부문                                       | 결과 | Ref.   |
| ---- | ------------------------------------- | ------------------------------------------ | ---- | ------ |
| 2024 | 제15회 할리우드 뮤직 인 미디어 어워드 | 오리지널 스코어 – 비디오 게임 (콘솔 및 PC) | 후보 | [ 42 ] |
| 2024 | 골든 조이스틱 어워즈                  | 올해의 콘솔 게임                           | 후보 | [ 43 ] |
| 2024 | 더 게임 어워드 2024                   | 접근성 혁신                                | 수상 | [ 44 ] |
| 2024 | 더 게임 어워드 2024                   | 최우수 액션/어드벤처 게임                  | 후보 | [ 44 ] |
| 2025 | 제14회 뉴욕 게임 어워드               | NYC GWB 최우수 DLC (어둠의 가면)           | 후보 | [ 45 ] |
| 2025 | 제28회 D.I.C.E. 어워드                | 올해의 어드벤처 게임                       | 후보 | [ 46 ] |
| 2025 | 제21회 영국 아카데미 게임상           | 애니메이션                                 | 후보 | [ 47 ] |
| 2025 | 페가수스 2025                         | 최우수 접근성                              | 수상 | [ 48 ] |
| 2025 | 페가수스 2025                         | 최우수 게임 디자인                         | 수상 | [ 48 ] |
| 2025 | 페가수스 2025                         | 최우수 사운드                              | 수상 | [ 48 ] |
| 2025 | 페가수스 2025                         | 최우수 비디오 게임                         | 수상 | [ 48 ] |

## 폐기된 후속작
유비소프트는 2024년 10월에 계획된 후속작이 거부되었고, 잃어버린 왕관 팀이 해체되어 개발자들이 다른 게임을 지원하기 위해 다른 부서로 이동했다는 보도를 확인했다.

## 내용주
1. ↑  유비소프트 부쿠레슈티, 유비소프트 키이우, 유비소프트 푸네가 추가 개발[1] MacOS 및 모바일 버전은 유비소프트 다낭에서 개발.[2]